# Seoul Broadcasting System
Seoul Broadcasting System (SBS) és una companyia nacional de televisió i ràdio sud-coreana. Al març del 2000, l'empresa es va fer coneguda legalment com a SBS, canviant el seu nom social pel de Seoul Broadcasting System (서울방송). Ofereix servei de televisió digital terrestre en format ATSC des del 2001 i servei T-DMB (Digital Multimedia Broadcasting) des del 2005. La seva estació insígnia de televisió terrestre és Channel 6 per a digital i cable.